# José Luis Morales y Marín
José Luis Morales y Marín (Murcia, 1945-Marbella, 1 de enero de 1998) fue un historiador del arte español. 

## Biografía
Desde comienzos de la década de 1970 inició distintos estudios sobre arte aragonés, doctorándose en 1974 en la Universidad de Murcia con la redacción de una tesis sobre los Bayeu, que publicaría en 1979.
Tras contraer matrimonio en 1974 con Pilar Camón Álvarez, hija del polígrafo aragonés don José Camón Aznar, los años siguientes transcurren entre Madrid y Zaragoza. Son años de investigación —obtiene becas de la Fundación March (1978), Lázaro Galdiano (1979), Duque de Alba (1979), Ministerio de Cultura (1979), etc.—, que van a justificarse en una extensa obra en libros, revistas y prensa diaria. Tras estar vinculado entre 1979 y 1983 a la Fundación Museo e Instituto de Humanidades «Camón Aznar» de Zaragoza, cuyo boletín dirigió y donde llevó a cabo una importante labor, encargándose del comisariado de numerosas exposiciones, se traslada definitivamente a Madrid, donde se incorpora a la Universidad Autónoma, en la que pocos años después alcanzaría la titularidad.

## Obra
En 1992, con su colección de obra gráfica española del siglo xx, con más de 2000 estampas, crea la Fundación–Museo del Grabado Español Contemporáneo, en Marbella, primer museo de esta especialidad que dirigió hasta su fallecimiento.
Entre sus numerosas publicaciones sobre arte y artistas aragonenses mencionaremos sus libros La escultura aragonesa en el siglo xviii (Z., Librería General, 1977) y La pintura aragonesa en el siglo xvii (Z., Guara, 1980). Especialista en la pintura española del siglo xviii, publicó entre otros los siguientes libros: Pintura española en el siglo xviii (vol. XXVII de la Col. Summa Artis, Madrid, Espasa Calpe, 1984); Pintura española 1750-1808 (Madrid, Cátedra, 1994); Mariano Salvador Maella (Z., Moncayo, 1996); Francisco Bayeu (Z., Moncayo, 1995); Luis Paret (Z., Aneto, 1997) y Gregorio Ferro (La Coruña, Fundación Barrié de la Maza, 1999).
En lo que se refiere a Francisco de Goya, el conocimiento del marco en el que se desarrolla su vida y obra, le llevó a publicar numerosos estudios sobre el pintor aragonés, entre ellos los libros Goya, pintor religioso (Z., 1991), labor que culminaría con la publicación en 1994, a cargo de la Academia de Bellas Artes de San Luis de Zaragoza  —institución de la que era Académico de Número— de su trabajo Goya. Catálogo de la pintura, cuya edición en lengua inglesa saldría en 1997. Por último habrá que señalar el estudio Goya en las colecciones aragonesas (Z., Moncayo, 1995), en colaboración con Wifredo Rincón García. Bajo su dirección se celebraron en la Universidad Autónoma de Madrid las Jornadas en torno al estado de la cuestión de los estudios sobre Goya y el Congreso Internacional Goya 250 años después, que tuvo lugar en Marbella en abril de 1996.